# Церква Джезуаті
Церква Джезуаті або Санта-Марія дель Розаріо (італ. Il Gesuati / Santa Maria del Rosario) — церква у Венеції, розташована в районі Дорсодуро на каналі Джудекка.
Була побудована архітектором Джорджо Массарі для ордену домініканців в першій половині XVIII століття. Стельові фрески, що зображають сцени з життя святого Домініка розписував Тьєполо.
У церкві знаходяться роботи Т'єполо, Джанбатісти Пьяццетто і Тінторетто.